# Wieder hier
Wieder hier ist ein Lied des deutschen Rockmusikers Marius Müller-Westernhagen aus dem Jahr 1998.

## Entstehung und Veröffentlichung
Das Lied wurde vom Interpreten selbst geschrieben und produziert. Bei der Produktion erhielt Müller-Westernhagen Unterstützung durch Pete Wingfield.
Die Erstveröffentlichung von Wieder hier erfolgte am 17. August 1998 als Teil von Radio Maria bei Warner Bros. Records (Katalognummer: 3984 24219-2), dem 15. Studioalbum von Müller-Westernhagen. Am 21. September 1998 erschien das Lied als zweite Singleauskopplung aus dem Album. Diese erschien als CD-Maxi-Single mit der Albumversion sowie dem Lied Liebe ist alles als B-Seiten (Katalognummer: 3984-24979-2).

## Inhalt
Der Liedtext handelt vom lyrischen Ich, dass sich eine längere Auszeit genommen hat und nach ebendieser zurück in dessen „Revier“ zurückkehrt, wo es sich augenblicklich wieder zu Hause fühlt.

„Ich bin wieder hier in meinem Revier.

War nie wirklich weg, hab mich nur versteckt.

Ich rieche den Dreck, ich atme tief ein,

Und dann bin ich mir sicher wieder zu Hause zu sein.“

## Musikvideo
Das Musikvideo zu Wieder hier entstand unter der Regie von Philipp Stölzl. Es zählte bis September 2024 über 59 Tausend Aufrufe auf der Videoplattform YouTube.

## Kommerzieller Erfolg

### Chartplatzierungen
| ChartsChartplatzierungen | Höchstplatzierung | Wochen |
| ------------------------ | ----------------- | ------ |
| Deutschland (GfK)        | 12 (22 Wo.)       | 22     |

### Auszeichnungen für Musikverkäufe
| Land/Region        | Auszeichnungen für Musikverkäufe (Land/Region, Auszeichnung, Verkäufe) | Verkäufe |
| ------------------ | ---------------------------------------------------------------------- | -------- |
| Deutschland (BVMI) | Gold                                                                   | 250.000  |
| Insgesamt          | 1× Gold ·                                                              | 250.000  |

## Coverversionen
Die Singer-Songwriterin Claudia Koreck veröffentlichte 2021 auf ihrem Album Perlentaucherin eine Coverversion des Liedes.